# Aleksandr Kajdanovskij
Aleksandr Kajdanovskij (russisk: Алекса́ндр Леони́дович Кайдано́вский) (født 23. juli 1946 i Rostov ved Don i Sovjetunionen, død 3. december 1995 i Moskva i Rusland) var en sovjetisk filminstruktør, skuespiller og manuskriptforfatter.

## Filmografi som instruktør
- Prostaja smert (Простая смерть, 1985)[1][2]
- Gost (Гость, 1987)
- Zjena kerosinsjjika (Жена керосинщика, 1988)

## Medvirken som skuespiller (i udvalg)
- Krakh inzjenera Garina (1973)
- Ven blandt fjender (1974)
- Propavsjaja ekspeditsija (1975)
- Zolotaja retjka (1976)
- Vandringsmanden (1979)
- Vendepunktet (1979)
- Telokhranitel (1979)
- Rafferti (1980)
- Spasatel (1980)
- Desjat negritjat (1987)